# 老克莱门斯·冯内古特
老克莱门斯·冯内古特（英語：Clement Vonnegut Sr.，1824年11月20日-1906年12月13日）是一位美籍德裔移民和成功的商人。他是印第安纳波利斯著名的德裔美国人家族冯内古特家族的族长（之后为施努尔-冯内古特）-分别是建筑师伯纳德·冯内古特一世的父亲和老柯特·冯内古特的爷爷，并且是科学家伯纳德·冯内古特和作家库尔特·冯内古特的曾爷爷。

## 早期的生活
冯内古特（Vonnegut）出生在普魯士王國威斯特法倫省的明斯特 ，父亲是威斯特伐利亚州的收税员。在停止攻读博士学位后，他决定在阿姆斯特丹一家纺织公司担任销售员。1848年，在他24岁的时候，他移民到了美国，并于1850年到达印第安纳波利斯  另一个消息来源说，他于1851年中期到达纽约市 。 

## 冯内古特硬件公司
在印第安纳他和另一个德裔移民查尔斯·沃尔默（后来在1852年离开参与了美国旧西部），创办了沃尔默&冯内古特五金杂货店。1852年后，这家店被更名为冯内古特硬件公司，并且一直到他死后都掌握在冯内古特家族手中。

## 个人生活

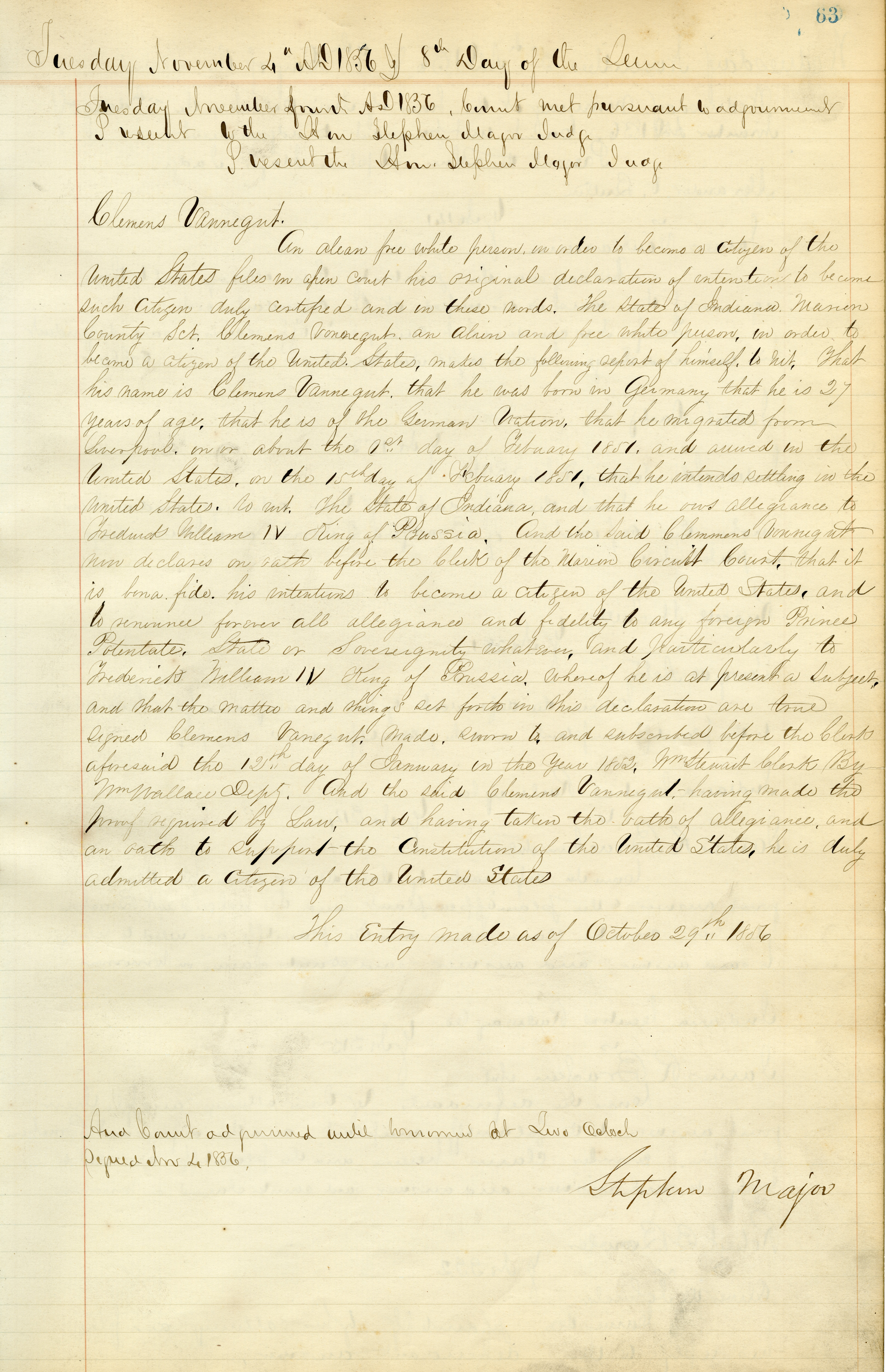
冯内古特的1886归化令

在1852年娶了卡特琳娜·布兰克（Katarina Blank）并搬进了印第安纳波利斯西市场街（West Market Street）最时髦的房子里。他有四个儿子：小克莱门斯（Clemens Jr.），富兰克林（Franklin），伯纳德（Bernard）和乔治（George）。他有一阶段是印第安纳波利斯市学区委员会的主席和首席执行官。有一家市立学校以他的名字命名。“他非常崇拜本杰明·富兰克林，称呼富兰克林为美国圣徒，并以富兰克林的名字命名了他的第三个儿子......”他在1906年12月13日死于印第安纳波利斯，享年82岁。1907年3月29日，他被埋葬在克朗山公墓（Crown Hill Cemetery）的家族墓地中。

## 姓氏起源
家族姓氏起源于“一位先祖，他在Funne河上拥有一个庄园，“ein Gut”，因此姓FunneGut。 随后，Funnegut被更改为Vonnegut，因为Funnegut听起来太像英语中的“funny gut”。 